# Đội tuyển bóng đá nữ quốc gia Đan Mạch
Đội tuyển bóng đá nữ quốc gia Đan Mạch (tiếng Đan Mạch: Danmarks kvindefodboldlandshold) là đội bóng đại diện cho Đan Mạch tham gia các giải đấu bóng đá nữ quốc tế. Đội hiện đang được quản lý và phụ trách bởi Hiệp hội bóng đá Đan Mạch (DBU) và là thành viên đầy đủ của UEFA. Đội bóng có quyền tham dự các giải đấu như Giải vô địch bóng đá nữ thế giới, Giải vô địch bóng đá nữ châu Âu, Olympic mùa hè và Cúp Algarve.
Đội tuyển đã vượt qua vòng loại và dành quyền tham dự bốn lần tại Giải vô địch bóng đá nữ thế giới và chín lần tại Giải vô địch bóng đá nữ châu Âu, với thành tích tốt nhất là tiến đến trận chung kết năm 2017
Tại giải đấu năm 2017 Đan Mạch nằm cùng bảng với chủ nhà Hà Lan, Na Uy và Bỉ. Họ dành được hai chiến thắng với cùng tỉ số 1-0 trước Bỉ và Na Uy, nhưng lại thua Hà Lan 0-1. Kết thúc vòng bảng với vị trí thứ nhì họ gặp Đức ở tứ kết. Đan Mạch đã gây bất ngờ khi đáng bại đương kim vô địch của giải với tỉ số 2-1. Đan Mạch đánh bại Áo với tỉ số 3-0 trong hiệp đá luân lưu sau thời gian thi đấu chính thức và hai hiệp phụ không bàn thắng qua đó lần đầu tiên vào đến trận chung kết trong lịch sử. Trong trận chung kết gặp Đội tuyển Hà Lan tại De Grolsch Veste, Enschede họ để thua với tỉ số 2-4. Đội tuyển Hà Lan lần đầu tiên dành được chức vô địch.

## Thành tích

### Giải vô địch bóng đá nữ thế giới
| Năm  | Thành tích               | Pld                      | W                        | D                        | L                        | GF                       | GA                       | GD                       |
| ---- | ------------------------ | ------------------------ | ------------------------ | ------------------------ | ------------------------ | ------------------------ | ------------------------ | ------------------------ |
| 1991 | Tứ kết                   | 4                        | 1                        | 1                        | 2                        | 7                        | 6                        | +1                       |
| 1995 | Tứ kết                   | 4                        | 1                        | 0                        | 3                        | 7                        | 8                        | −1                       |
| 1999 | Vòng 1                   | 3                        | 0                        | 0                        | 3                        | 1                        | 8                        | −7                       |
| 2003 | Không vượt qua vòng loại | Không vượt qua vòng loại | Không vượt qua vòng loại | Không vượt qua vòng loại | Không vượt qua vòng loại | Không vượt qua vòng loại | Không vượt qua vòng loại | Không vượt qua vòng loại |
| 2007 | Vòng 1                   | 3                        | 1                        | 0                        | 2                        | 4                        | 4                        | 0                        |
| 2011 | Không vượt qua vòng loại | Không vượt qua vòng loại | Không vượt qua vòng loại | Không vượt qua vòng loại | Không vượt qua vòng loại | Không vượt qua vòng loại | Không vượt qua vòng loại | Không vượt qua vòng loại |
| 2015 | Không vượt qua vòng loại | Không vượt qua vòng loại | Không vượt qua vòng loại | Không vượt qua vòng loại | Không vượt qua vòng loại | Không vượt qua vòng loại | Không vượt qua vòng loại | Không vượt qua vòng loại |
| 2019 | Không vượt qua vòng loại | Không vượt qua vòng loại | Không vượt qua vòng loại | Không vượt qua vòng loại | Không vượt qua vòng loại | Không vượt qua vòng loại | Không vượt qua vòng loại | Không vượt qua vòng loại |
| 2023 | Vòng 2                   | 4                        | 2                        | 0                        | 1                        | 3                        | 3                        | 0                        |
| Tổng | 5/9                      | 18                       | 5                        | 1                        | 12                       | 22                       | 29                       | −7                       |

### Thế vận hội Mùa hè
| Năm  | Thành tích               | Trận                     | Thắng                    | Hòa                      | Thua                     | Bàn thắng                | Bàn thua                 |
| ---- | ------------------------ | ------------------------ | ------------------------ | ------------------------ | ------------------------ | ------------------------ | ------------------------ |
| 1996 | Vòng bảng                | 3                        | 0                        | 0                        | 3                        | 2                        | 11                       |
| 2000 | Không vượt qua vòng loại | Không vượt qua vòng loại | Không vượt qua vòng loại | Không vượt qua vòng loại | Không vượt qua vòng loại | Không vượt qua vòng loại | Không vượt qua vòng loại |
| 2004 | Không vượt qua vòng loại | Không vượt qua vòng loại | Không vượt qua vòng loại | Không vượt qua vòng loại | Không vượt qua vòng loại | Không vượt qua vòng loại | Không vượt qua vòng loại |
| 2008 | Không vượt qua vòng loại | Không vượt qua vòng loại | Không vượt qua vòng loại | Không vượt qua vòng loại | Không vượt qua vòng loại | Không vượt qua vòng loại | Không vượt qua vòng loại |
| 2012 | Không vượt qua vòng loại | Không vượt qua vòng loại | Không vượt qua vòng loại | Không vượt qua vòng loại | Không vượt qua vòng loại | Không vượt qua vòng loại | Không vượt qua vòng loại |
| 2016 | Không vượt qua vòng loại | Không vượt qua vòng loại | Không vượt qua vòng loại | Không vượt qua vòng loại | Không vượt qua vòng loại | Không vượt qua vòng loại | Không vượt qua vòng loại |
| 2020 | Không vượt qua vòng loại | Không vượt qua vòng loại | Không vượt qua vòng loại | Không vượt qua vòng loại | Không vượt qua vòng loại | Không vượt qua vòng loại | Không vượt qua vòng loại |
| Tổng | 1/7                      | 3                        | 0                        | 0                        | 3                        | 2                        | 11                       |

### Giải vô địch bóng đá nữ châu Âu
| Năm  | Thành tích               | Pld                      | W                        | D                        | L                        | GF                       | GA                       |
| ---- | ------------------------ | ------------------------ | ------------------------ | ------------------------ | ------------------------ | ------------------------ | ------------------------ |
| 1984 | Bán kết                  | 2                        | 0                        | 0                        | 2                        | 1                        | 3                        |
| 1987 | Không vượt qua vòng loại | Không vượt qua vòng loại | Không vượt qua vòng loại | Không vượt qua vòng loại | Không vượt qua vòng loại | Không vượt qua vòng loại | Không vượt qua vòng loại |
| 1989 | Không vượt qua vòng loại | Không vượt qua vòng loại | Không vượt qua vòng loại | Không vượt qua vòng loại | Không vượt qua vòng loại | Không vượt qua vòng loại | Không vượt qua vòng loại |
| 1991 | Hạng ba                  | 2                        | 1                        | 1                        | 0                        | 2                        | 1                        |
| 1993 | Hạng ba                  | 2                        | 1                        | 0                        | 1                        | 3                        | 2                        |
| 1995 | Không vượt qua vòng loại | Không vượt qua vòng loại | Không vượt qua vòng loại | Không vượt qua vòng loại | Không vượt qua vòng loại | Không vượt qua vòng loại | Không vượt qua vòng loại |
| 1997 | Vòng bảng                | 3                        | 0                        | 1                        | 2                        | 2                        | 9                        |
| 2001 | Bán kết                  | 4                        | 2                        | 0                        | 2                        | 6                        | 6                        |
| 2005 | Vòng bảng                | 3                        | 1                        | 1                        | 1                        | 4                        | 4                        |
| 2009 | Vòng bảng                | 3                        | 1                        | 0                        | 2                        | 3                        | 4                        |
| 2013 | Bán kết                  | 5                        | 0                        | 4                        | 1                        | 5                        | 6                        |
| 2017 | Á quân                   | 6                        | 3                        | 1                        | 2                        | 6                        | 6                        |
| 2021 | Vòng bảng                | 3                        | 1                        | 0                        | 2                        | 1                        | 5                        |
| Tổng | 10/13                    | 33                       | 10                       | 8                        | 15                       | 33                       | 46                       |